# Zöld Zoltán (zeneszerző)
Zöld Zoltán (Végvár, 1898. április 1. – Végvár, 1962. április 14.) bánsági magyar zeneszerző, szövegíró.

## Életútja
Temesváron folytatott gimnáziumi tanulmányokat, majd a nagyenyedi Bethlen Gábor Kollégium tanítóképző intézetében szerzett tanítói oklevelet. Rövid ideig Lugoson volt vallásoktató, majd 1920-tól 1936-ig a végvári református felekezeti iskolában tanított. Itt megszervezte és vezette a magyar dalegylet negyven tagú férfikórusát. 1936-ban kinevezték a nagykárolyi felekezeti iskola igazgatójává, s nyugdíjazásáig itt tanítóskodott.

## Munkássága
Számos magyar nótát és népies zsánerdarabot, kórusművet szerzett, a legtöbbjének szövegét is maga írta. Dalkompozíciói, énekkari feldolgozásai a Zöld Zoltán dalai (Lugos 1931), Zöld Zoltán magyar dalgyűjteménye (Temesvár, é. n.) és A nótáim (Temesvár, é. n.) c. füzetekben, a temesvári Moravetz zeneműkiadó cég albumaiban és a Romániai Magyar Dalosszövetség évkönyveiben jelentek meg. Zeneirodalmi tanulmányait, társadalmi kérdéseket taglaló cikkeit a Temesvári Hírlap és a Déli Hírlap közölte.